# Trest smrti v Indonésii

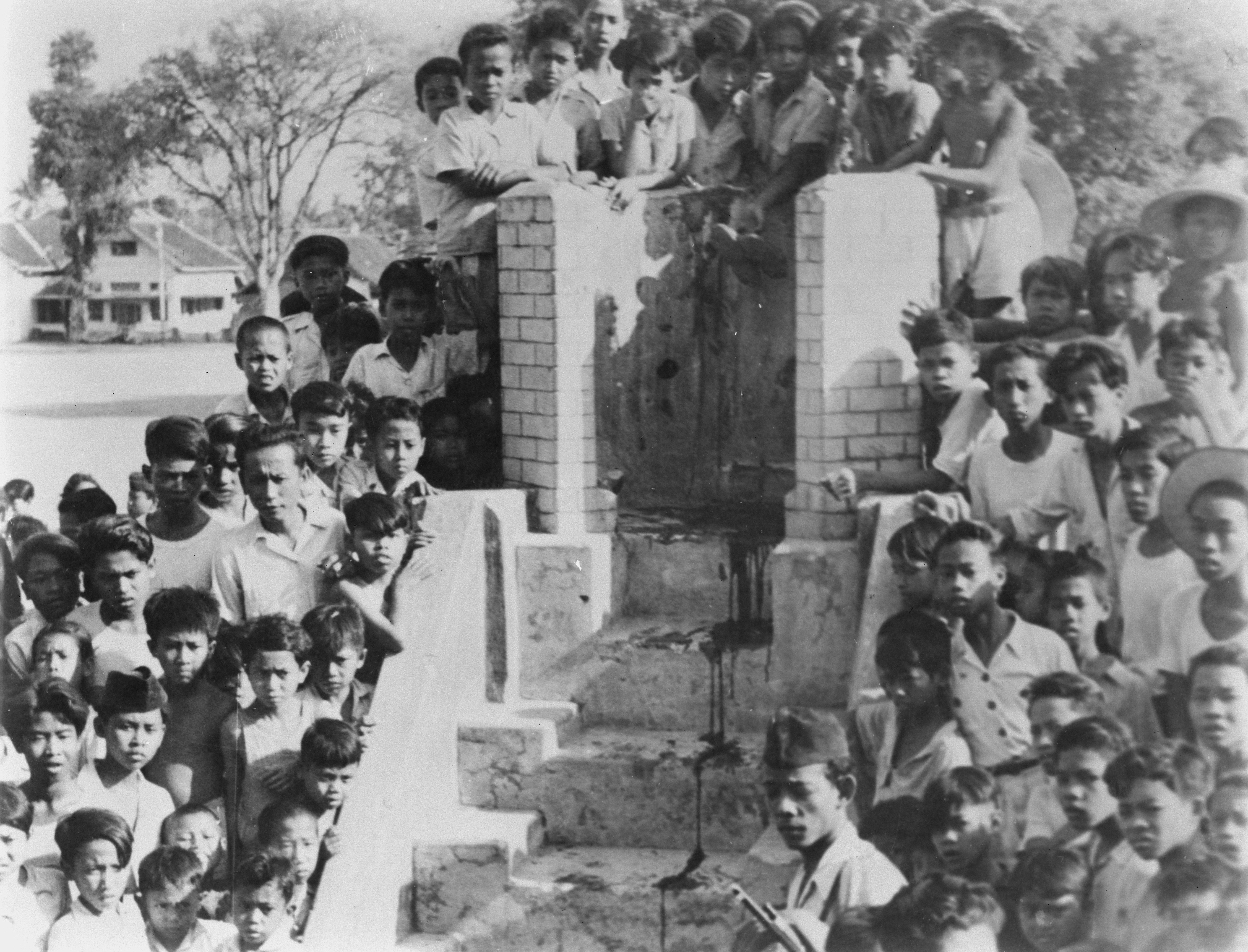
Dav lidí, včetně dětí, přihlížejících veřejné popravě, září 1948

Trest smrti v Indonésii je legální formou trestu. Ačkoliv se využívá pouze v nejzávažnějších případech např. úkladné vraždy, pravidelně je uplatňován v případech ilegálního obchodu s drogami. Popravy vykonává popravčí četa.

## Historie
Ačkoliv trest smrti existoval od vzniku Indonéské republiky, první soudní poprava v nezávislé Indonésii se konala až v roce 1973.
Indonéská vláda nezveřejňuje podrobné statistiky o každém člověku, kterému v zemi hrozí trest smrti. Ve skutečnosti „pátrání po přesných číslech ztěžuje převládající přístup k trestu smrti v zemi, jako ke státnímu tajemství“. Podle odhadu je ročně vyneseno přibližně deset nových rozsudků smrti, i když výkony poprav nejsou časté. Mnoho odsouzenců čeká v cele smrti deset i více let. V roce 2011 byly vykonány čtyři popravy. Byly to první popravy od roku 2008. V lednu 2015 bylo popraveno šest lidí (mezi nimi Holanďan, Brazilec, Vietnamec, Malawijec a Nigerijec) za zločiny související s drogami.
V dubnu 2015 bylo popraveno dalších osm mužů, včetně několika nigerijských občanů, Brazilce a dvou Australanů, opět za zločiny související s ilegálním obchodem s drogami. V letech 2017 až 2018 nebyly vykonány žádné popravy, pravděpodobně v důsledku rozsáhlé mezinárodní kritiky, které musela indonéská vláda čelit po vykonání předchozích poprav. Indonéský prezident Joko Widodo poté uvedl, že je otevřen k znovuzavedení oficiálního moratoria na trest smrti.

### Popravy oběšením
Přestože se Indonésie řídí zákonem č. 2/PNPS/1964, který nařizuje jako způsob popravy zastřelení popravčí četou, článek 11 stále platného indonéského trestního zákoníku uvádí, že poprava musí být provedena oběšením. Tato část zákona je pozůstatkem z koloniální éry, kdy Indonésie zdědila trestní zákoník Nizozemské východní Indie, v praxi však byl tento článek nahrazen výše zmíněným zákonem.
V nizozemské koloniální éře byly popravy prováděny veřejně oběšením v městském parku a svou povahou byly značně barbarské, protože se prováděly způsobem krátkého pádu, kdy se popravy účastnili tři kati. Jeden otevřel padací dveře, druhý odsouzeného tahal za nohu a třetí vězně tlačil níže svým tlakem na jeho ramena. To mělo smrt odsouzence urychlit. Během oběšení se také často nepoužívala kápě, jak zaznamenal nizozemský kronikář Justus van Maurik, který zaznamenal scény z poprav ve své knize z roku 1897 Indrukken van een „Totok“, Indische type en schetsen. Podle jeho svědectví u jednoho z odsouzenců během popravy došlo ke strašné změně v obličeji, vypoulily se mu oči, extrémně vyplázl jazyk a z tělesných otvorů mu tekla krev.
Od revize z roku 1915 (Staatsblad 1915 č. 732), poslední revize trestního zákoníku Nizozemské východní Indie, se používalo oběšení s dlouhým pádem, namísto pádu krátkého. Tento zákon však měl účinnost pouze na zločince odsouzené po roce 1918. Poté, co získala Indonésie nezávislost, se trestní zákoník Nizozemské východní Indie změnil na Indonéský trestní zákoník přijetím zákona č. 1/1946. V zákoníku bylo změněno mnoho aspektů, které byly pro Indonésii nepodstatné. Stěžejní část původního zákoníku však zůstala zachována a zakotvena v článku 11.
Poprava oběšením byla nahrazena poté, co byla Indonésie během druhé světové války okupována Japonskem. Vláda japonských okupačních sil vydala Osamu Gunrei č. 1/1942 (Tresty podle armádního práva), které nařizovalo, aby se popravy v Indonésii prováděly zastřelením. Během turbulencí v období indonéské národní revoluce, která vyústila v rozdělení územní kontroly nad Indonésií mezi Nizozemím kontrolované oblasti a Indonésií kontrolované oblasti. Tím se i odlišil způsob provádění poprav na těchto územích. V oblastech kontrolovaných nizozemskými okupačními silami vydala Civilní správa Nizozemské Indie v roce 1945 Staatsblad č. 123 (O trestu smrti), který nařizoval popravu odsouzených zločinců popravčí četou, zatímco v oblastech kontrolovaných Indonésií se k popravám používalo oběšení.
Po uznání indonéské nezávislosti se trestní zákoník stále lišil podle původních oblastí, a to až do roku 1958. Z tohoto důvodu vydala indonéská vláda dne 20. září 1958 zákon č. 73/1958, kterým byl zaveden zákon č. 1/1946 pro celé území Indonésie a jediným způsobem popravy zůstalo oběšení. Tento stav platil do roku 1964. Dne 27. dubna 1964 byl vydán zákon č. 2/PNPS/1964, který jako novou legální formu popravy zavedl zastřelení popravčí četou. Poslední známá poprava oběšením byla aplikována na vůdce Komanda Džihád za jejich zapojení do únosu letadla letu Garuda Indonesia 206. Jednalo se o první teroristické činy v Indonésii motivované džihádismem. V roce 1981 byli muži odsouzeni podle přísného zákona proti podvracení č. 11/PNPS/1963 (o vymýcení podvratné činnosti) a odsouzeni k trestu smrti. Všichni byli popraveni v tajném vládním zařízení nacházejícím se v oblasti na úpatí Tangkubanparahu v provincii Západní Jáva.
Zákon č. 11/PNPS/1963 byl jedním z nejtvrdších, které kdy byly v Indonésii přijaty, jelikož ignoroval Lex posteriori derogate legi priori a Lex specialis derogat legi generali v případech jakékoliv podvratné činnosti a jiné činnosti, která byla považována za ohrožující vládu a umožnil vládě ukládat za uvedené činnosti nejtvrdší možné tresty, včetně trestu smrti oběšením, který se vztahoval na zločince odsouzené za podvratnou činnosti. Tento zákon byl zrušen třináct let po poslední vykonané popravě oběšením přijetím zákona č. 26/1999 ze dne 19. května 1999.

## Soudní proces

### Použití popravy zastřelením popravčí četou
Vězni často stráví před popravou dlouho dobu ve vězení, než je jejich rozsudek smrti vykonán. Jejich poslední odvolání bylo obvykle vyčerpáno prostřednictvím soudu prvního stupně, dvou odvolacích soudů a zvážení milosti ze strany prezidenta republiky. Vězni jsou popravováni popravčí četou, jak nařizuje zákon č. 2/PNPS/1964. Tento zákon platí pro civilní i vojenské popravy.
Vězni jsou probuzeni uprostřed noci a odvezeni na vzdálené a neveřejné místo a zastřeleni popravčí četou. Metoda se od roku 1964 nezměnila. Vězeň může vyslovit své poslední přání, kterému může státní zástupce vyhovět, pokud jej považuje za proveditelné a které nebrání exekučnímu procesu.
Vězeň se zavázanýma očima je vyveden na travnatou plochu, kde má možnost stát nebo si sednout. Popravčí četa se skládá z 12 vojáků, kteří střílejí na odsouzence ze vzdálenosti pěti až deseti metrů a míří na jeho srdce. Pouze tři z nich však mají ostré náboje a zbytek střílí slepými náboji. Pokud vězeň výstřel přežije, je velitel čety povinen osobně střelit odsouzence do hlavy. Postup se opakuje, dokud lékař nepotvrdí, že popravený nevykazuje žádné známky života.

## Ústavnost
V roce 2007 Ústavní soud Indonésie potvrdil ústavnost trestu smrti za drogové případy. Případ k soudu podalo několik vězňů, včetně Australanů, odsouzených k trestu smrti za drogové zločiny.

## Hrdelní zločiny
V Indonésii lze udělit trest smrti na základě indonéského trestního zákoníku č. 1/1946, který byl několikrát novelizován. Trest smrti hrozí za pokus o zabití prezidenta nebo viceprezidenta nebo za jejich učinění nezpůsobilými k vládě, za povzbuzování cizích národů k vedení války proti Indonésii, za pomoc nebo ochranu nepřátel Indonésie ve válce pomocí napomáhání nepřátelům Indonésie informováním o rozmístění, vzdání se, zničení či poškození vojenských zařízení a stanovišť, dopravních zařízení, logistických skladů nebo vojenského válečného financování ozbrojených sil či za bránění a selhání taktické strategie pro útok a obranu. Dále může být trest smrti udělen za vyvolání nebo napomáhání nepokojům, vzpouře, dezerci v orgánech ozbrojených sil, páchání podvodů při dodávkách vojenského materiálu v době války, za atentát na hlavu spřáteleného státu, za podíl na plánování zrádných nebo pobuřujících činů proti hlavě spřáteleného státu, které vedly k smrti, za úkladnou vraždu, za loupež spáchanou gangem či krádež s následkem vážného zranění nebo smrti, za pirátství s následkem smrti, za leteckou kriminalitu a trestné činy proti leteckým zařízením a infrastruktuře, které měly za následek smrt nebo zničení letadla, zejména pokud se jednalo o nezákonné zabavení nebo pokus o převzetí kontroly nad letadlem za letu, a to bez násilí i silou, pokud byl čin spáchán více než jednou osobou, šlo o pokračování spiknutí, šlo o promyšlený čin, způsobil vážné zranění osobě nebo osobám, vedl k poškození letadla a ohrožení cestujících, či byl spáchán s úmyslem připravit někoho o svobodu. Trest smrti může být vynesen i za násilné činy proti osobě na palubě letadla za letu, poškození nebo umístění zakázaných nástrojů či zboží nebo nástrojů, které mohou způsobit poškození letounu na palubu v případě, že čin spáchaly dvě a více osob, šlo o pokračování spiknutí, čin byl předem promyšlený a vedl ke způsobení vážného zranění osobě nebo osobám.
Dále existují v Indonésii další trestné činy neuvedené přímo v trestním zákoníku, které lze také potrestat smrtí. Mezi ně patří nezákonný dovoz, výroba, distribuce, přijímání, držení, ukrývání, vývoz a zneužití střelných zbraní a/nebo výbušnin (podle zákona o mimořádných událostech č. 12/1951), za hospodářské zločiny s úmyslem bránit či mařit vládní programy týkající se potravin a oděvů, národní a veřejné bezpečnosti a proti národním zájmům v boji proti ekonomickému imperialismu a separatismu v Západní Papui (Zákon č. 5/PNPS/1959). Mezi hospodářské trestné činy v té době patřilo i pašování, celní podvody, bankovní trestné činy, obchodní trestné činy, trestné činy spojené s cennými papíry, trestné činy v oblasti financování a finančních služeb, padělání, trestné činy proti životnímu prostředí, které měly za následek škody na životním prostředí a které ovlivnily ekonomiku obyvatelstva, korupce, hospodářské trestné činy vedoucí k ohrožení národní bezpečnosti a hospodářské trestné činy vedoucí k poškození důstojnosti státu. Hospodářské zločiny s úmyslem narušit distribuci potravin a oděvů a zařízení na jejich výrobu vedly k celostátnímu chaosu a narušení národního hospodářského systému.
Dále mezi tyto trestné činy patří nezákonné užívání, výroba, distribuce, dovoz a/nebo držení psychofarmak I. třídy mimo vědecké účely (Zákon o psychotropních drogách č. 5/1997). Za určitých okolností k těmto zločinům patří i korupce, včetně recidivistů a korupce spáchané v době národní nouze či katastrofy (Zákon č. 31/1999 o korupci), dále je to výroba, tranzit, dovoz a držení narkotik I. nebo II. třídy přesahujících 5 gramů (drogového materiálu nerostlinné nebo chemické formy), pokud zahrnuje výrobu nebo dovoz přesahující 1 kg drogového materiálu ve formě rostliny, nebo pokud zahrnuje tranzit nebo držení nebo obchod s lidmi (Zákon č. 35/2009 o omamných látkách), za hrubé porušování lidských práv (Zákon č. 26/2000 o soudech pro lidská práva), včetně páchání genocidy a zločinů proti lidskosti, pokusy o genocidu a zločiny proti lidskosti, či pokud je osoba vojenským velitelem nebo vedoucím dozorcem (civilisté) odpovědným za genocidu a zločiny proti lidskosti. Mezi hrdelní zločiny patří i podněcování dětí při jejich dohledu, aby se aktivně zapojily do výroby nebo distribuce drog (Zákon č. 23/2002 o ochraně dětí), teroristické činy (Zákon č. 15/2003 o potírání trestných činů terorismu, ve znění zákona č. 5/2018), včetně teroristických činů způsobujících škody a ničení národních strategických a životně důležitých objektů, teroristických činů poškozujících a ničících systém letecké dopravy a jeho infrastrukturu, nezákonný dovoz, výrobu, distribuci, přijímání, držení a ukrývání zbraní, střelných zbraní, střeliva a výbušnin pro účely terorismu, používání zbraní hromadného ničení k terorismu, včetně chemických, biologických a jaderných zbraní, plánování terorismu a povzbuzování lidí k páchání teroristických činů, pokusy o spiknutí a napomáhání teroristickým činům, poskytování informací a pomoci ze zemí vně Indonésie k teroristickým činům, za použití síly nebo vyhrožování použitím síly, za záměrné používání násilí nebo výhrůžky násilím, které vytváří atmosféru teroru nebo rozšířeného strachu lidí, způsobujících hromadné oběti tím, že zbavuje ostatní jejich nezávislosti nebo ztráty na životech a majetku, nebo způsobujících poškození nebo zničení národních strategických životně důležitých objektů, životního prostřední, veřejných zařízení nebo mezinárodních zařízení či nezákonný dovoz, výroba, distribuce, držení či ukrývání chemických, biologických a jaderných zbraní pro účely terorismu.
K dalším trestným činům, za které hrozí trest smrti patří sexuální napadení více obětí, které vedlo k vážnému zranění, mentálnímu postižení, infikování oběti pohlavní nemocí, poškození nebo dysfunkci reprodukční soustavy oběti a/nebo mělo za následek smrt oběti (Zákon č. 23/2002 ve znění zákona č. 17/2016) a také vývoj, výroba, získávání, převod nebo použití chemických zbraní (Zákon č. 9/2008 o chemických zbraních).
Dále existují trestné činy trestané smrtí na základě indonéského vojenského trestního zákoníku, který vychází ze Staatsblad 1934 č. 167, který byl několikrát revidován a doplněn zákonem č. 39/1947, zákonem č. 5/1950 a zákonem č. 31/1997. Mezi takové trestné činy patří pomoc nepříteli a znevýhodnění Indonésie, účast na povstání, špionáž, porušení přísahy během války a plánování spiknutí, úmyslné se vzdání nepříteli, pokud se osoba během války úmyslně vzdá bez rozkazů a pokud potlačuje bojového ducha a narušuje vojenskou komunitu, za páchání závažných trestných činů v době, kdy byla osoba vojenským velitelem či dozorcem, za porušení smlouvy nebo dohody uzavřené s nepřítelem a jednání v rozporu se zákonem o přiklonění se na stranu nepřítele, za dezerci během války, za povstání v mírovém období, za předcházení dezerci a zanedbávání předcházení válce nebo zločinu, pokud byla osoba schopna tomu zabránit, za úmyslné spáchání násilných činů vůči osobě nebo skupině osob a za úmyslné násilné činy spáchané na mrtvých, nemocných a/nebo zraněných ve válce.
Dříve se smrtí trestal i trestný čin podvracení (zákon č. 11/PNPS/1963, který byl zrušen zákonem č. 26/1999). Zákon byl zrušen kvůli jeho způsobu použití v historii. Byl zrušen v rámci reforem provedených po pádu Suharta. Smrtí se trestala i špionáž a únik informací o státním atomovém tajemství (Zákon č. 31/PNPS/1964, který byl zrušen zákonem č. 10/1997, který změnil trest smrti na trest odnětí svobody na doživotí).